# エンドライド
『エンドライド』（ENDRIDE）は、サイバーエージェント・日テレ・タカラトミーアーツ等の共同プロデュースによる日本のメディアミックスプロジェクト。
地球の裏側に存在する異世界を舞台としたハイ・ファンタジー作品。2016年4月にテレビアニメが先行コンテンツとして放送され、その後もゲームや漫画など多角メディアで展開されている。

## テレビアニメ
2016年4月より9月まで、日本テレビほかにて放送された。共同制作の一社であるラパントラックにとっては初の元請作品となる。

### ストーリー
中学生・浅永瞬はある日、父の会社にあった水晶に触れ、地球の裏側に存在するという異世界・エンドラに飛ばされてしまう。その頃エンドラでは、とある理由で現王・デルザインを憎む王子・エミリオが復讐を果たそうとするが逆に捕まり、牢獄に閉じ込められていた。その牢獄に突如現れた瞬はエミリオと運命の出会いを果たす。

### 登場人物（アニメ）

#### 主要キャラクター
浅永 瞬（あさなが しゅん）
声 - 小野賢章、藤原夏海（幼少期）
キャラクターデザインは和月伸宏。
主人公。中学三年生の15歳。会社社長で研究者の両親と3人で暮らす。父の誕生パーティーの夜、帰宅してこない父を会社まで迎えに行くが、ビル最上階に厳重に保存されていた水晶に触れると突然光り、エンドラに飛ばされてしまう。
ストーリーの進行で、自分はデルザインの子でエミリオは従兄ということが判明した。
エミリオ=ラングハイム
声 - 増田俊樹、真坂美帆（幼少期）
キャラクターデザインは萩原一至。
もうひとりの主人公で16歳。エンドラの先代国王・アルゼルムの子。槍の化宝具を操る。
就寝中のデルザインに刃物を刺そうとしたがこれに失敗、牢獄に閉じ込められるがそこで瞬に出会う。脱獄後、外界の人間と触れ合うことで精神的にも成長していく。
アリシア
声 - 美山加恋
キャラクターデザインは萩原一至。
ヒロインで15歳の少女。エミリオの幼馴染。城下町で親から受け継いだ「何でも屋」を営んでいる。家族は母親のみで、父親は幼い頃に他界している。エミリオに恋心を抱いており、育ての親であるデルザインを殺そうと躍起になっているエミリオを心配している。
ファラリオン
声 - 大橋彩香
キャラクターデザインは萩原一至。
アリシアのペットに近い存在の、小さな竜のような生き物。アリシアの化宝具でもある。

#### イグナーツ
デメトリオ
声 - 高橋広樹
キャラクターデザインは和月伸宏。
反デルザイン派をまとめる革命派「イグナーツ」のリーダー。エミリオとは反目しあっている、貴族家系の出身。精神的にも戦闘力にも卓越しており、その力は化宝具相手に普通の武器で対等かそれ以上に渡り合えるほど。仲間たちから深く慕われている。
エルジュイア
声 - 鳥海浩輔
キャラクターデザインは和月伸宏。
「イグナーツ」の一員。予知能力を持つ。布状のバリアのような化宝具を操るが、戦闘は不得手。そのかわり予知能力をはじめ、古代文字の解読、風の流れを読んで迷路を抜けるなど、旅のサポートを担当している。中性的な容貌をしているため、ミーシャが仲間に加わった際、イグナーツの他の面々にエルジュイアが母親と思われた。
ルイーズ
声 - 伊藤静
キャラクターデザインは萩原一至。
「イグナーツ」の一員であり抜群のプロポーションをしている女性。登場人物中屈指の巨乳の持ち主であり胸を強調させた服装をしている。薬の扱いに長けているらしく、喧嘩していた瞬とエミリオの手当ても彼女が受け持った。ズー族とのハーフ。剣が得意。
薬の調合が得意な父も裁縫の得意な母も、ズー族あるいは彼らと結婚したという理由だけで最下層の仕事にしか就けない社会に疑問を持っている反面、革命など起こしても社会は変わらないという思いも抱いていたためイグナーツを裏切っていた。金銭を得るためトラキュレントに加担しイグナーツの動向を報告しておりバベル内でデメトリオに剣を向けるが、彼の言葉を受け思い直した。デルザイン死亡後はミーシャやギドロらと共にイベルダを追う。
フェリクス
声 - 内田雄馬
キャラクターデザインは萩原一至。
「イグナーツ」の一員。白いボブカットで長身。口数が少なくクールな性格。双剣の化宝具を操る。
元はストリートチルドレンでデメトリオに救われ、彼を慕っている。彼らに出会う寸前に殺意しか感じていないが、二人を仕事や成敗に無理矢理付き合ってしまう一面も持つ。新たにイグナーツに加わったミーシャとは仲が悪く、よく口喧嘩することもしばしば。
ミーシャ
声 - 悠木碧
キャラクターデザインは萩原一至。
元暗殺者の少女。金髪のロングウェーブで小柄な体格をしている。
アミティウスでエミリオ暗殺を狙ったが、デメトリオに敗北。その後、イグナーツの仲間となる。実力はフェリクスと互角。ひねくれた一面があるが自分を解放してくれたデメトリオを慕っており、彼を害する者には容赦なく「殺す」と化宝具を向けるため、デメトリオから度々釘を刺されている。
ラルフ
声 - 沢城千春
主に外部との連絡役等を務める。ズー島に地方領主が攻めてきた際は、デメトリオらが来るまで指揮を執り持ちこたえた。
グラディド
声 - 東地宏樹
孤島・ズー島にいるズー族の長。デメトリオを認め協力を誓う。地方領主を撃退後はイグナーツに加わった。
ギドロ
声 - 前野智昭
キャラクターデザインは和月伸宏。
トラキュレントのリーダー格。バベル内でデメトリオと交戦するが撤退、撤退先で仲間を殺したイベルダに傷を負わされる。デルザイン死亡後は、仲間を裏切ったイベルダに復讐するため、イグナーツと共闘関係を結び、ルイーズやミーシャらと共にイベルダを追う。

#### 王族
デルザイン
声 - 大塚明夫
キャラクターデザインは萩原一至。
エンドラの現王。アルゼルムの弟。ズー族から組織された「トラキュレント」を私兵としており恐れられた。エミリオからは「父の仇」と憎まれている。ある目的をもってバベルを開こうとしていた。バベル内で乱入して来たイベルダにより態勢の崩れたエミリオや瞬の前に庇うように立ち、イベルダの攻撃を受け死亡した。
10数年前、兄が王位に就いていた頃は北の大陸を統括していた。浅永和信を警戒しており、バベルを使い地上への道を開こうとする兄を度々諫言する。浅永により兄が殺された後は、真実を語らず兄殺しの汚名を被っていた。浅永が地上で瞬らと会話した際、デルザインについてズー族の扱いが兄の頃より多少は良くなっているはずと評している。
アルゼルム・ラングハイム
声 - 小杉十郎太
エンドラの先代の王。デルザインの兄。近隣の小国を制圧しエンドラの王として君臨していた。エンドラに来た浅永和信のもたらす物資及び地上に関心を寄せ、浅永にバベルの再起動を命じた。14年前、浅永に裏切られ殺害された。
甘言に乗る野心や浅慮・他種族を苛烈に排斥することから、浅永は「王の器ではない」と評する。

#### 王立研究所関連
パスカル
声 - 水島裕
研究所の元所長でありエミリオの教育係であった初老の男。デルザインの命でバベルの修復を担当し完成にあと一歩の所まで来たが、地上と干渉はしないとう先人の教えを守るため研究を止めた。
研究所を出てからは隠棲していたが、瞬やエミリオらと出会い彼らがデルザイン派に追われていることを知ると共に脱出する。
キャラクターデザインは萩原一至。
ロドニー
声 - 安原義人
パスカルと旧知の仲である男。物を捨てられない性格。研究員時代はパスカルの先輩であったが、現在はパン屋を営んでいる。
カスティナ
声 - 麦人
パスカルの後を受けバベルの修復を担った老人。バベルの再起動といった自分の功績を以てデルザインの目的を知ろうとするが一蹴された。
ジョセフ
声 - 中島ヨシキ
バベルを起動しようとするデルザインに不信感を持っていた。資料室で出会ったパスカルと共にバベルに向かいその調査を行い、デルザイン死亡後はウォープ粒子減少の原因とその対策を担う。

#### ズー族
ルーシオ
声 - 依田菜津
ズー族の少年。少年時代のデメトリオとは友人同士であったが、デメトリオを助けようとした際、暴行され命を落とす。
ギドロ
イグナーツの項目を参照。
イベルダ
声 - 稲田徹
キャラクターデザインは和月伸宏。
ライオンのような風貌をしたトラキュレントの一員。非常に好戦的な性格。瞬やエミリオと度々交戦する。バベル内でデルザインが自分達を切り捨てると感づくと撤退先で仲間を裏切り殺害、自らが地上に行こうとバベルに飛び込む。転送に失敗した後は、代償として左腕に禍々しい物を纏った姿となり、復讐心からイグナーツを狙うようになる。イグナーツの面々と幾たびかの交戦中、左腕の禍々しい物に全身を侵食され巨大化、文字通り化け物となる。
ヴェスタルス、ベオベトル
声 - 草摩そうすけ（ヴェスタルス）、中島ヨシキ（ベオベトル）
キャラクターデザインは和月伸宏。
トラキュレントの一員。バベル内でイグナーツと交戦するが重傷を負う。撤退先でイベルダの裏切りに遭い殺害された。
グラディド
イグナーツの項目を参照。
クロム
声 - 真坂美帆
グラディドの子息。泣き虫であるが覚悟を決めて父を見送った。
フラマ
声 - 大塚芳忠
アルゼルム王に絶対的な忠誠を誓っていた元トラキュレント隊長。王の信用する浅永和信を疑っており、彼を詰問するが罠に掛けられ、王により地下牢より更に下層に落とされた。その層に来たエミリオや瞬と遭遇、アルゼルム王についてなど過去の話を彼らに聞かせるが、瞬が不用意な一言を発してしまい激高、拘束具を破壊し彼らを攻撃する。

#### その他
エミリオの乳母
声 - 宮崎智栄子

アリシアの父
声 - 山路和弘
普段はファラリオンの意識の下で眠りについている。北の大陸でドラゴンと遭遇したアリシアや瞬の前に、赤いドラゴンのような姿で現れ、光の中で語り掛けた。自らの化宝具の進化を極めようと戦い続けており、その後、妻と出会いアリシアが生まれるが、妻を盗賊に殺害されたためその復讐を果たした。最後は化宝具に取り込まれ、生体化宝具となった。
アーロン
声 - 桐本拓哉
エンドラ王都の城を守備する兵士のリーダー格。エミリオの帰還を信じてその帰りを待っているなど忠誠心は篤い。当初は自分達とエミリオの連れて来た仲間との間に軋轢が生じるが、王都近くの森でのモンスター討伐で共闘して以後は認め合う。ミーシャやルイーズ、ギドロ等と共にイベルダ討伐に赴く。

#### 地上
浅永 和信（あさなが かずのぶ）
声 - 三上哲
瞬の父（養父）。現在は会社社長。
家族には思いやりを見せるものの、科学者として認められ成功したいという野心を持っているため、エンドラに関しては利用価値のある物としか見ていない。自らの目的の障害となりそうなフラマを嵌めたり、用済みとなったアルゼルムの殺害、真実に気付いたエミリオへの殺害未遂など狡猾で冷酷な性格をしている。フラマ含むズー族に関しても「醜い」と侮蔑したり嫌悪の感情を露わにする。
10数年前、貧乏な科学者であった頃、偶然にもエンドラに転送されたことを契機に時のエンドラの王・アルゼルムに取り入り、バベルを再起動させたり地上の資源をエンドラにもたらしたりとアルゼルムの心を掴む。地上のテクノロジーや物資を提供する代わりにウォープ粒子を地上にもたらす契約を取り付け、その後は地上で会社社長に上り詰めた。回復の見込みの無かったデルザインの子の病を地上で治療する名目で預かるが、妻が流産していたため、そのまま連れ帰り我が子とする。
瞬とエミリオがエンドラから地上へ出たことで二人と会話を交わし、エミリオが記憶を取り戻したことで全ての黒幕であったことが名実共に明らかになる。動揺する二人の前にして今まで通り瞬を本当の息子同様に愛すること、邪魔さえしなければエミリオには手出ししないことを約束する。その後も二人との対話を経てウォープ粒子による利益がなければ瞬の治療費を出せなかったことを告白するなど互いに歩み寄りを模索するも、ウォープ粒子の枯渇により滅びの危機にあるエンドラを見捨てるか否か平行線を辿り交渉は決裂してしまう。
最終決戦ではアルゼルムの遺体を研究した成果により得た超人的な能力により瞬とエミリオを圧倒、完封勝利に近い形で追い詰めるも本当の息子として育ててきた瞬の命を奪うことを躊躇してしまう。この隙をついたエミリオの攻撃により致命傷を負い命を落とした。
浅永 真紀子（あさなが まきこ）
声 - 永田亮子
瞬の母（養母）。家族の身を気遣ったり案じたりするなど優しい性格。和信との間に授かった子供を流産した過去がある。ある日、夫が連れて帰った子（瞬）を迎え入れ実子のように育てた。瞬が行方不明になったことを、学校には休学したと偽るなど、機転の利く一面もある。
考古学者でもあり、地上からエンドラに転送する力を持つ水晶を発見している。

### 用語
エンドラ
地球の裏側にある世界。通貨の単位はエンド。
化宝具
エンドラに存在する武具。通常は体内にしまわれているが強く念じることで発動させることができる。化宝具を扱える者は限られており、具現化する際、ウォープ粒子をエネルギー源とすることで具現化する。
生体化宝具
使い手が化宝具に取り込まれると出現する化宝具。アリシアの父は突然変異のようなもの。
アダマース
エンドラの中心に浮遊している太陽のような球体。北極点から流入する太陽光を拡散しエンドラを照らしている。夜間は昼に蓄積した光を放出し世界を照らしている。
バベル
地上への移動が可能となる装置。
ウォープ粒子
エンドラのみに存在する粒子。大気や大地、生命といったエンドラの全てを構成する要素の一つ。
エンドラ人
エンドラの古代種族「アナドゥア」と人間との子孫。古来はズー族と共存していたが、現在では彼らを使役している。
ズー族
アナドゥアとエンドラの動物との子孫。身体能力は高いが人口が少数のため、武装したエンドラ人には敵わず、過酷な労働等を強いられてきた歴史を持つ。働けなくなるとズー島に送られる。
アサシン
プロの殺し屋。その多くが化宝具を持って生まれるストリートチルドレン。彼らは闇商人に攫われた後、徹底的に人格を破壊・調教される。殺し以外の能力を持たず失敗は死ということを教え込まれ、地方の領主や富豪に売却される。
バビロン
地上に最も近い街。
エンドラブルーバード
エンドラで連絡用として使われる鳥。言葉は発さないが送り主の言葉を受取人に届ける。
アミティウス
バベルに向かう途上の運河の手前にある港町。イグナーツが運河を渡るため船を手配した。
パリンブル
浅永真紀子が発見した水晶。地上とエンドラを行き来できる転送装置。所持している者の強い感情に呼応して効力を発する。
ティルナノーグ
古代文明の遺跡。エンドラ人やズー族にはお伽噺と認識されていた。パスカルの分析によるとウォープ粒子が集まっている模様。

### 製作
監督の後藤圭二によれば、タカラトミーアーツと日テレからブレインズベースへのオファーを経て、彼に白羽の矢が立った。当初は男主人公2人にファンタジー系ということで考える面もあったが、あまり考えすぎずにキャラクターを描いていこうと考えた。その時点ですでに世界観や基本設定はクライアント側から提示されて決まっていた。

### スタッフ
- 原作 - ENDRIDE PROJECT
- 監督 - 後藤圭二
- シリーズ構成 - 待田堂子
- キャラクター原案 - 萩原一至、和月伸宏
- キャラクターデザイン - 呼山祥子
- サブキャラクターデザイン・総作画監督 - 渡辺純子
- プロップデザイン - 本多孝敏、小川浩
- 美術設定 - 荒井和浩
- 美術監督 - 伊藤聖
- 色彩設計 - 鈴木依里
- 撮影監督 - 松井伸哉
- 編集 - 内田恵
- 音響監督 - なかのとおる
- 音楽 - 田中公平 & IMAGINE PROJECT
- 音楽プロデューサー - 高谷楓、渡辺一博
- プロデューサー - 佐々木まりな、稲毛弘之、野村智寿、白石俊博、吉川亜未、千石一成、鈴木祐治
- アニメーションプロデューサー - 小沢十光、渡部正和
- アニメーション制作 - ブレインズ・ベース、ラパントラック
- 製作著作 - 日テレ、CyberAgent、4Cast.co.jp、vap、日本テレビ音楽、タカラトミーアーツ

### 主題歌
主題歌「Limit」
作詞・作曲・編曲・歌 - LUNA SEA
エンディングテーマ
「go my way」（第1話 - 第12話）
作詞・作曲・編曲・歌 - 藤巻亮太
「世界は変わる」（第13話 - 第24話）
作詞・作曲・編曲・歌 - 中村一義

### 各話リスト
| 話数   | サブタイトル | 脚本       | 絵コンテ  | 演出           | 作画監督                                       | 総作画監督 | 放送日        |
| ------ | ------------ | ---------- | --------- | -------------- | ---------------------------------------------- | ---------- | ------------- |
| 第1話  | ライド       | 待田堂子   | 後藤圭二  | 後藤圭二       | 渡辺純子                                       | -          | 2016年 4月3日 |
| 第2話  | エンドラ     | 待田堂子   | 後藤圭二  | 南川達馬       | 高野やよい                                     | 渡辺純子   | 4月10日       |
| 第3話  | 旅立ち       | 待田堂子   | 今掛勇    | ふじいたかふみ | 中野彰子、南伸一郎                             | 相坂ナオキ | 4月17日       |
| 第4話  | イグナーツ   | 内海照子   | 後藤圭二  | 山岡実         | 土屋圭                                         | 渡辺純子   | 4月24日       |
| 第5話  | 襲撃         | 待田堂子   | 後藤圭二  | 山内東生雄     | 中野彰子、南伸一郎                             | 相坂ナオキ | 5月1日        |
| 第6話  | 決意         | 朱白あおい | 松尾衡    | 真野玲         | 東亮太、小島昌之、南井尚子 三島詠子、梁博雅    | 渡辺純子   | 5月8日        |
| 第7話  | 少女         | 内海照子   | 今掛勇    | 菱川直樹       | 中野彰子、小林一三                             | 相坂ナオキ | 5月15日       |
| 第8話  | 孤島         | 朱白あおい | 南川達馬  | ふじいたかふみ | 小池裕樹、高野ゆかり 高野やよい、谷川亮介      | 渡辺純子   | 5月22日       |
| 第9話  | 父と子       | 内海照子   | 今掛勇    | 山内東生雄     | 中野彰子、南伸一郎                             | 相坂ナオキ | 5月29日       |
| 第10話 | 想い         | 朱白あおい | 平田豊    | 萩原露光       | 入江俊博、高野ゆかり 香田知樹                  | 渡辺純子   | 6月5日        |
| 第11話 | 深層         | 待田堂子   | 今掛勇    | 前園文夫       | 中野彰子、小林一三                             | 相坂ナオキ | 6月12日       |
| 第12話 | バベルの光   | 待田堂子   | 後藤圭二  | 高野やよい     | 土屋圭、小池裕樹 高野ゆかり                    | 渡辺純子   | 6月26日       |
| 第13話 | 軌跡         | 待田堂子   | 今掛勇    | 関田修         | 南伸一郎                                       | 相坂ナオキ | 7月3日        |
| 第14話 | 再起         | 朱白あおい | なかの☆陽 | 三上喜子       | 高野ゆかり、香田知樹 高野やよい、入江俊博      | 渡辺純子   | 7月10日       |
| 第15話 | モンスター   | 竹内利光   | 今掛勇    | 前園文夫       | 中野彰子                                       | 相坂ナオキ | 7月17日       |
| 第16話 | 憧憬         | 内海照子   | 小寺勝之  | 萩原露光       | 土屋圭、小池裕樹 高野ゆかり、香田知樹 入江俊博 | 渡辺純子   | 7月24日       |
| 第17話 | 帰還         | 朱白あおい | 今掛勇    | 関田修         | 中野彰子、南伸一郎                             | 相坂ナオキ | 7月31日       |
| 第18話 | 囚人         | 竹内利光   | 後藤圭二  | 高野やよい     | 伊勢奈央子、高橋道子                           | 渡辺純子   | 8月7日        |
| 第19話 | 地上         | 竹内利光   | 後藤圭二  | 古賀一臣       | 中野彰子                                       | 相坂ナオキ | 8月21日       |
| 第20話 | 過去         | 内海照子   | あきとし  | 相澤伽月       | 佐々木睦美                                     | 渡辺純子   | 9月4日        |
| 第21話 | 対峙         | 朱白あおい | 今掛勇    | 前園文夫       | 中野彰子、南伸一郎                             | 相坂ナオキ | 9月11日       |
| 第22話 | 危機         | 竹内利光   | 永居慎平  | 萩原露光       | 高野やよい、入江俊博 土屋圭                    | 渡辺純子   | 9月18日       |
| 第23話 | 決闘         | 待田堂子   | 後藤圭二  | 関田修         | 中野彰子、南伸一郎                             | 相坂ナオキ | 9月25日       |
| 第24話 | 終焉         | 待田堂子   | 後藤圭二  | 後藤圭二       | 小池裕樹、本多孝敏 高橋道子、土屋圭            | 渡辺純子   | 9月25日       |

### 放送局
| 放送期間                 | 放送時間                     | 放送局                                  | 対象地域   | 備考                |
| ------------------------ | ---------------------------- | --------------------------------------- | ---------- | ------------------- |
| 2016年4月3日 - 9月25日   | 日曜 1:55 - 2:25（土曜深夜） | 日本テレビ                              | 関東広域圏 | 最終回は2話連続放送 |
| 2016年4月11日 - 10月16日 | 月曜 1:25 - 1:55（日曜深夜） | 中京テレビ                              | 中京広域圏 |                     |
| 2016年4月23日 - 10月29日 | 土曜 2:30 - 3:00（金曜深夜） | ミヤギテレビ                            | 宮城県     |                     |
| 2016年5月7日 - 10月15日  | 土曜 1:30 - 2:00（金曜深夜） | 日テレプラス ドラマ・アニメ・音楽ライブ | 日本全域   | CS放送              |
| 2016年5月8日 - 10月16日  | 日曜 2:00 - 2:30（土曜深夜） | サンテレビ*                             | 兵庫県     |                     |

### BD / DVD
| 巻 | 発売日         | 収録話          | 規格品番   | 規格品番   |
| 巻 | 発売日         | 収録話          | BD         | DVD        |
| -- | -------------- | --------------- | ---------- | ---------- |
| 1  | 2016年6月22日  | 第1話 - 第3話   | VPXY-71450 | VPBY-14509 |
| 2  | 2016年7月20日  | 第4話 - 第6話   | VPXY-71451 | VPBY-14510 |
| 3  | 2016年9月21日  | 第7話 - 第12話  | VPXY-71472 | VPBY-14539 |
| 4  | 2016年11月23日 | 第13話 - 第18話 | VPXY-71473 | VPBY-14540 |
| 5  | 2017年1月25日  | 第19話 - 第24話 | VPXY-71474 | VPBY-14541 |

#### 特典ラジオ
BD / DVD の特典として限定収録された。
| 巻 | 発売日         | ラジオタイトル                                                  | パーソナリティ                         | ゲスト   |
| -- | -------------- | --------------------------------------------------------------- | -------------------------------------- | -------- |
| 1  | 2016年6月22日  | Vol.1「エンドラジオ!! 〜小野&増田のエンドラ冒険譚〜」           | 小野賢章、増田俊樹                     | -        |
| 2  | 2016年7月20日  | Vol.2「エンドラジオ!! 〜小野&増田のエンドラ冒険譚〜」           | 小野賢章、増田俊樹                     | 高橋広樹 |
| 3  | 2016年9月21日  | Vol.3「エンドラジオ!! 〜美山&大橋のエンドラ冒険譚〜」           | 美山加恋、大橋彩香                     | -        |
| 3  | 2016年9月21日  | Vol.4「エンドラジオ!! 〜小野&増田のエンドラ冒険譚〜」           | 小野賢章、増田俊樹                     | 内田雄馬 |
| 4  | 2016年11月23日 | Vol.5「エンドラジオ!! 〜美山&大橋のエンドラ冒険譚〜             | 美山加恋、大橋彩香                     | 伊藤静   |
| 4  | 2016年11月23日 | Vol.6「エンドラジオ!! 〜小野&増田のエンドラ冒険譚〜」           | 小野賢章、増田俊樹                     | 鳥海浩輔 |
| 5  | 2017年1月25日  | Vol.7「エンドラジオ!! 〜美山&大橋のエンドラ冒険譚〜             | 美山加恋、大橋彩香                     | 悠木碧   |
| 5  | 2017年1月25日  | Vol.8「エンドラジオ!! 〜小野&増田&美山&大橋のエンドラ冒険譚〜」 | 小野賢章、増田俊樹、美山加恋、大橋彩香 | -        |

## ゲーム
『エンドライド -X fragments-』（エンドライド クロス フラグメンツ）は、サイバーエージェントより2016年11月24日にリリースされたスマートフォン向けゲームアプリ。同年3月より事前登録開始。シナリオ構成は実弥島巧が担当し、イラストレーターは左などが参加する。キャッチコピーは「地球の裏側ではじまるRPG」。
2017年11月28日をもってサービスを終了した。

### 登場人物（ゲーム）
カナタ
声 - 花江夏樹
エンドラに飛ばされてしまった地上人。地上にいる頃からエンドラについて研究し続けていた。普段は頼りなさそうに見えるが、ここぞという場面ではリーダーシップを発揮する。
ハルカ
声 - 津田美波
兄と共にエンドラに飛ばされてしまった地上人。成績優秀、スポーツ万能、おまけに亡き母親に代わって家事までも完璧にこなしてしまう。面倒見がよく、仲間たちからの信頼も厚い。
ダニエル
声 - 小野友樹
アードミール遺跡の新たな主が出現するという予言を聞き、駆けつけた戦士。戦いのセンスはずば抜けていて、経験の浅いカナタを力強くバックアップする。物憂げな眼差しが特徴的。
シャスハ
声 - 洲崎綾
アッシュ
声 - 木村良平
チトセ
声 - 櫻井孝宏
ウィスタリア
声 - 久野美咲
エルブ
声 - 花澤香菜
マジョリカ
声 - 早見沙織
ビスケット
声 - 原田彩楓
フレイア
声 - 井上麻里奈
パニーシャ
声 - 石原夏織
デニータ
声 - 大原さやか
アントム
声 - 松風雅也
ガウディ

## WEB番組
FRESH LIVE系列で生放送されていたアニメ及びゲームのPR番組。MCの変更に伴いタイトルも変更されている。
- 美山加恋のエンドライブ!!（2016年4月28日 - 9月29日、FRESH! by AbemaTV）
- 津田美波のエンドライブ!!（2016年10月24日 - 2017年6月22日、FRESH! by AbemaTV（10月） → FRESH! by CyberAgent）
  - 津田美波のエンドライブ!!パニーシャSP（2017年3月13日）

## 漫画
伯林による漫画版『エンドライド 〜Gleam of Dawn〜』（エンドライド グリーム オブ ドーン）が2016年3月よりComicWalkerにて先行配信され、2016年5月13日からはコミッククリアで配信が開始され、2017年2月10日に最終話が配信された。単行本は全2巻。また2016年9月30日にはゲーム版のティザーサイトで4コマ漫画「よんどらいど」も公開された。